# Рудињска река
Рудињска река је једна је од десних притока реке Темштице у југоисточној Србији. Она у ширем смислу припада сливу реке Темштице, а у најширем смислу припада сливу реке Нишаве, односно Јужне Мораве, затим Велике Мораве, па самим тим и црноморском сливу. Административно припада Граду Пироту у Пиротском округу.

## Географске одлике
Рудињска река извире на развођу према сливу Трговишког Тимока, на надморској висини од 826 метара.

### Слив
Слив Рудињске реке је готово цео у кластичним стенама различите старости.
У горњем току река је јако дисециран и на свом току прима бројне притоке. Густина речне мреже је велика и износи 2,04
km/km².
Готово цео слив је у аптским пешчарима. Долинске стране су углавном благе. Река има најмањи пад од свих поменутих река у сливу Темштице (28,02 m/km).
Притоке Рудињске реке су бројне али због мале ширине слива кратке и готово све су периодичне. У горњем току река је јако дисецирана 

### Ушће
Рудињска река се улива са десне стране у Темштицу, по њеном изласку из клисуре, на 386 m н.в.

### Вегетација
У сливу Рудињске реке, шуме не захватају велике површине. У доњем делу слива, око села Рудиња, у њеном сливу су засејена и засађене значајне површине под пољопривредним културама.